# Elmira (Nova York)
Elmira, fundada el 1864, és una ciutat situada al comtat de Chemung, a l'estat nord-americà de Nova York. L'any 2000 tenia 30.940 habitants i una densitat de població de 1.119,2 persones per km².

## Geografia
Elmira està situada en les coordenades 42° 5′ 23″ N, 76° 48′ 34″ O / 42.08972°N,76.80944°O. Segons l'Oficina del Cens, la ciutat té una àrea total de 12,2 km², dels quals 11,7 km² són terra i 0,48 km² (3,56%) són aigua. Hi fa molt fred a l'hivern.

## Demografia
Segons l'Oficina del Cens, el 2000 els ingressos mitjans per llar a la localitat eren de 27,292 $, i els ingressos mitjans per família eren 33,592 $. Els homes tenien uns ingressos mitjans de 31,775 $, davant dels 22,350 $ de les dones. La renda per capita per a la localitat era de 14,495 $. Al voltant del 23,1% de la població estava per sota del llindar de pobresa.

## Fills il·lustres
- Charles Griffes (1884 - 1920) compositor